# Жорж Дрансар
Жорж Дрансар (фр. Georges Dransart; Париз (12. мај 1924 — Кретеј, 14. јун 2005) био је француски кануист који се такмичио за решрезентацију Француске крајем 1940-их и средином 1950-их година прошлог века, 
освајач сребрне и бронзаних медаља са олимпијских игара, и двоструки освајач сребрних медаља на светском првенству у кануу на мирним водама, вишеструки победник националних и међународних регата.

## Биграфија
Захваљујући серији успешних наступа, добио је право да брани част земље на Летњим олимпијским играма 1948. у Лондону, заједно с партнером Жоржом Гандилом. Учествовали су у такмичењу кануа двоклека Ц-2 на 1.000 и 10.000 метара и обе дисциплине заузели треће место у финалу и освојили две бронзане медаље.
У 1950. Дрансар учествује на Светском првенству у Копепхагену, где је заједно са новим патрером Арманом Лороом, освојио две сребрне медаље, поново у кануу двоклеку на 1.000 и 10.000 метара. Као један од лидера француског националног тима, успешно је прошао квалификације до Олимпијских игара 1952. у Хелсинкију, где, у пару са Лороом није успео. Били су четврти.
После Олимпијских игара у Хелсинкију Жорж Дрансар је остао у главном делу веслачке екипе, а Француска је наставила да учествује на великим међународним регатама. Касније, 1956. године, учествовао је на следећим Олимпијским играма у Малбурну и са новим партером Марселом Реноом освојио сребрну медаљу у трци на 10.000 м. Исти пар је учесвовао и у трци на 1.000 метара, али су у финалној трци били четврти.